# Гарвардский музыкальный словарь
Гарвардский музыкальный словарь (англ. Harvard Dictionary of Music) — американский музыкально-терминологический словарь. Выпускается авторитетным издательством Harvard University Press.
Автор первого издания словаря (1944) — выдающийся германо-американский музыковед Вилли Апель. Второе издание (отредактированное и дополненное, 1969), хотя и вышло также под именем Апеля, в реальности содержало статьи многих других (преимущественно американских) авторов. Оно перепечатывалось несколько раз (8-й репринт 1974). Третье издание под названием «Новый гарвардский музыкальный словарь» (1986), вышедшее под редакцией Д.М. Рэндела (Randel), было расширено за счёт европейской и американской музыки XX века, а также включало новые статьи о неевропейской музыке, джазе и отчасти о популярной музыке. В четвёртом издании (также под редакцией Рэндела, 2003) книге был возвращён оригинальный заголовок «Гарвардский музыкальный словарь». В этом издании приняли участие названные поимённо 116 (преимущественно американских) авторов; кроме того, многие статьи (в том числе, явно принадлежащие Апелю) не подписаны. Среди известных авторов Ребекка Балцер, Дмитрий Кономос, Джанет Кнапп, Андре Барбера, Джереми Юдкин, Бруно Нетль, Гарольд Пауэрс, Джесси Оунс, Джеймс Хаар, Лорел Фей (статья "Russia"), Питер Джеффри, Ричард Шерр, Майкл Рэндел. 
Наряду с «Гарвардским музыкальным словарём» издательство опубликовало «Гарвардский музыкальный биографический словарь» (англ. Harvard Biographical Dictionary of Music). Первое издание под редакцией Рэндела вышло в 1996 и содержало около 5500 статей.

## Издания
- The Harvard Dictionary of Music, ed. by W.Apel. 2nd ed. Cambridge (Mass.), 1974. ISBN 0-674-37501-7.
- The Harvard Dictionary of Music, ed. by D.M.Randel. 4th ed. Cambridge (Mass.), 2003. ISBN 0-674-01163-5.
- The Harvard Biographical Dictionary of Music, ed. by D.M.Randel. Cambridge (Mass.), 1996. ISBN 0-674-37299-9.